# Komaroffia integrifolia
Komaroffia integrifolia är en ranunkelväxtart som först beskrevs av Eduard August von Regel, och fick sitt nu gällande namn av Lemos Pereira. Komaroffia integrifolia ingår i släktet Komaroffia och familjen ranunkelväxter. Inga underarter finns listade i Catalogue of Life.